# アルタイ地方

アルタイ地方
ロシア語: Алтайский край

アルタイ地方（アルタイちほう、Алтайский край; Altai Krai）はロシア連邦の中南部に位置する連邦構成主体の一つ。行政の中心はバルナウル。シベリア連邦管区に属する。ロシアの共和国のひとつであるアルタイ共和国は隣接するものの別の地である。

## 地理
西シベリア南部、オビ川（及びその源流であるビヤ川、カトゥニ川）の流域に広がる。南部でカザフスタンと国境を接する。ロシア連邦内では、南東でアルタイ共和国、西でケメロヴォ州、北でノヴォシビルスク州と隣接する。

## 歴史
17世紀後半にロシア人の入植が始まった。

## 自治体
同地方には村に評議会が存在しており、農村集落および行政区域の地位を有している。一例としてエリツォフスキー村評議会が挙げられる。

## 主な都市
- バルナウル：首都
- ビイスク
- ルプツォフスク

## 民族構成
2021年の国勢調査によると、ロシア人95.5%、ドイツ系ロシア人1.3%、ウクライナ人0.5%、カザフ人、アルメニア人、タジク人がそれぞれ0.3%などとなっている。アルタイ人はごく少数である。

## 資源・産業
鉛、鉄鉱石、マンガンなどを産する。主な産業は金属加工、化学工業、食品加工。

## 標準時
この地域は、クラスノヤルスク時間帯の標準時を使用している。時差はUTC+7時間で、夏時間はない。（以前はオムスク時間を使用していて、2011年3月までは標準時がUTC+6で夏時間がUTC+7、同年3月から2014年10月までは通年UTC+7、2016年3月までは通年UTC+6であった）